# Кавендишка лаборатория
Кавендишката лаборатория е всъщност факултетът по физика в университета в Кеймбридж. Основана е през 1874 г. като лаборатория по експериментална физика и носи името на Хенри Кавендиш. Има голяма роля през годините за развитието на дисциплините физика и биология. В нея са работили учени като Ърнест Ръдърфорд, Джеймс Чадуик, Дж. Кокфорд, П. Блакет, М. Борн, Е. Епълтън.
Към 2019 г. учени, свързани с лабораторията, са спечелили 30 Нобелови награди. Някои от забелажителните постижения, направени в нея, са откриването на електрона, неутрона и структурата на ДНК.